# Rafael Carvajal
Rafael Carvajal Guzmán (Ibarra, 15 de diciembre de 1819 - Lima, 10 de agosto de 1878) fue un escritor, periodista, poeta, abogado y político ecuatoriano. Miembro destacando del partido conservador y una de las columnas principales de la época garciana.

## Biografía

### Infancia y juventud
Sus primeros estudios los realizó en una escuela pública de su ciudad, luego de lo cual, en 1829 se trasladó a Quito para ingresar al seminario mayor donde estudió filosofía. Finalmente pasó a la Universidad Central del Ecuador, donde el 23 de marzo de 1848 obtuvo el título de doctor en jurisprudencia.

### Carrera política
Durante el gobierno de José María Urbina, Rafael Carvajal fue desterrado del territorio ecuatoriano a la República del Perú debido a su oposición al presidente mediante la prensa escrita. Regresó al Ecuador después que el nuevo presidente Francisco Robles decretará un indulto general en 1856.
Amigo íntimo del escritor, periodista y político Gabriel García Moreno, es uno de los líderes conspiradores que planificaron el golpe de Estado efectuado en la ciudad de Quito el 1 de mayo de 1859 contra el presidente Francisco Robles que no se encontraba en la ciudad al trasladarse a Guayaquil debido a la amenaza de invasión peruana dando inicio a una guerra civil entre conservadores y liberales por el gobierno del país.
Nombrado como miembro suplente del Gobierno Provisional en oposición al presidente, Rafael Carvajal debe huir de Quito, debido a la derrota de Gabriel García Moreno (líder del Gobierno Provisional) en la batalla de Tumbuco dejando paso libre a las tropas del general José María Urbina que recuperan la ciudad.
Emigrado en la ciudad de Pasto con la pequeña guarnición leal al Gobierno Provisional y unos jefes militares reúne un ejército de voluntarios y mercenarios invadiendo el territorio ecuatoriano y venciendo en la ciudad de Ibarra a las tropas gobiernistas.
El presidente Francisco Robles y el general José María Urbina fueron expulsados del Ecuador por el comandante de la guarnición de Guayaquil; Guillermo Franco Herrera, haciendo posible la conquista de Quito por el ejército de Rafael Carvajal que reinstaura el Gobierno Provisional.
Terminada la guerra civil en la batalla de Guayaquil de 1860 y la ascensión de Gabriel García Moreno a la presidencia de la República, Rafael Carvajal ocupó diversos cargos en su gobierno y en el de su sucesor presidencial Jerónimo Carrión.
Participó en el golpe de Estado de Gabriel García Moreno contra el presidente Javier Espinosa y Espinosa en 1869 ejerciendo el cargo de presidente de la Asamblea popular quiteña que nombró a Gabriel García Moreno presidente interino de la República. Convocada una asamblea constituyente para restaurar el orden jurídico en la República, es electo Presidente de la asamblea constituyente.

## Últimos años y fallecimiento
El asesinato del presidente Gabriel García Moreno en 1875 y su sucesión por parte de Antonio Borrero produjo una nueva guerra civil acaudillada por los liberales que deseaban derogar la Carta Negra que el presidente Antonio Borrero se negó a realizar.
El 8 de septiembre de 1876 estalla en Guayaquil la revolución de Veintemilla al mando de los generales Ignacio de Veintimilla y José María Urbina. Las fuerzas gobiernistas derrotadas en la batalla de Galte permitieron al ejército revolucionario la conquista de la capital el 26 de diciembre de 1876 iniciando Veintimilla su dictadura.
El disgusto, la indignación y el dolor ocupaban los ánimos de los conservadores, y las tentativas de reacción comenzaron; pero todas fueron inútiles. Un oficial del ejército se comprometió con varios conservadores a voltear un cuerpo de tropas contra el dictador; pero tomó el dinero que para el efecto se le ofreciera, y luego los delató. Muchos de ellos fueron apresados y se les aseguró con grillos. Juzgándoles un consejo de guerra y fueron desterrados. Entre la lista de los desterrados; contábanse entre ellos Rafael Carvajal.
Los bienes de muchos de ellos fueron confiscados y sus familias reducidas a los últimos extremos de la pobreza.
Rafael Carvajal decidió refugiarse en la capital peruana (Lima) donde se dedicaría a la escritura y la poesía hasta su fallecimiento en 1878.

## Sucesión
| Predecesor: Benigno Malo                                                                                 | Ministro de Relaciones Exteriores y de Gobierno del Ecuador 11 de junio de 1850 - 29 de noviembre de 1850.                                          | Sucesor: Luis de Saa |
| Predecesor: Francisco Robles (Presidente de Ecuador)                                                     | Miembro del Gobierno Provisional de Quito (Gobierno de facto) 1 de mayo de 1859 - 3 de junio de 1859 En Disputa con el Gobierno de Francisco Robles | Sucesor: Francisco Robles (Presidente de Ecuador)                                                                         |
| Predecesor: Francisco Robles (Presidente de Ecuador)                                                     | Miembro del Gobierno Provisional de Quito (Gobierno de facto) 1 de septiembre de 1859 - 10 de enero de 1861                                         | Sucesor: Gabriel García Moreno (Presidente de Ecuador)                                                                    |
| Predecesor: Roberto Ascázubi                                                                             | Ministro de Relaciones Exteriores y de Gobierno del Ecuador 2 de abril de 1861 - 23 de marzo de 1864                                                | Sucesor: Pablo Herrera González                                                                                           |
| Predecesor: Antonio Borrero                                                                              | Vicepresidente de la República del Ecuador 23 de marzo de 1864 - 30 de agosto de 1867                                                               | Sucesor: Pedro José de Arteta                                                                                             |
| Predecesor: Manuel Bustamante                                                                            | Ministro de Relaciones Exteriores y de Gobierno del Ecuador 12 de octubre de 1867 - 19 de enero de 1868                                             | Sucesor: Camilo Ponce Ortiz                                                                                               |
| Predecesor: Camilo Ponce Ortiz                                                                           | Ministro de Relaciones Exteriores y de Gobierno del Ecuador 17 de enero de 1869 - 15 de mayo de 1869                                                | Sucesor: Pablo Herrera González                                                                                           |
| Predecesor: Pedro Carbo (Presidente del Senado) Camilo Ponce (Presidente de la Cámara de Representantes) | Presidente de la Convención Nacional de 1869 1869                                                                                                   | Sucesor: José María de Santistevan (Presidente del Senado) Francisco Arboleda (Presidente de la Cámara de Representantes) |